# طنوب
طنوب إحدى قرى مركز تلا التابع لمحافظة المنوفية بجمهورية مصر العربية.

## التاريخ
قرية طنوب من القرى القديمة، واسمها الأصلي وقت الفتح الإسلامي لمصر تانوب (بالإنجليزية: Tanoub)‏، وقد وردت باسم طنوب في أعمال جزيرة بني نصر ضمن قرى الروك الصلاحي التي أحصاها ابن مماتي في كتاب قوانين الدواوين، كما وردت باسم طنوب في أعمال جزيرة بني نصر ضمن قرى الروك الناصري التي أحصاها ابن الجيعان في كتاب «التحفة السنية بأسماء البلاد المصرية». وفي العصر العثماني كان اسمها في تربيع سنة 933هـ/1527م الذي أجراه الوالي العثماني سليمان باشا الخادم في عصر السلطان العثماني سليمان القانوني طنوب ضمن قرى ولاية جزيرة بني نصر، وفي تاريخ 1228هـ/1813م الذي عدّ قرى مصر بعد المسح الذي قام به محمد علي باشا باسم طنوب ضمن قرى مديرية المنوفية.

## السكان
بلغ عدد سكان طنوب 11,624 نسمة، منهم 6090 رجل و5،534 إمرأة، حسب الإحصاء الرسمي لعام 2006.